# Khor Daga
Der Khor Daga (Daga River), äthiopisch: Deqe Sonka Shet, ist ein Fluss in Äthiopien und Südsudan.

## Verlauf
Er entsteht in den Bergen der Mirab Welega Zone in Äthiopien an der Grenze zum Südsudan. Er verläuft nach Westen, passiert die Stadt Daga Post im Bundesstaat Upper Nile und tritt dann ein in die Machar-Sümpfe, wo sein Verlauf nicht mehr nachvollziehbar ist.

## Hydrometrie
Die Durchflussmenge des Daga wurde an der hydrologischen Station Daga Post bei etwa 60 % des Einzugsgebietes, über die Jahre 1950 bis 1954 gemittelt, in m³/s gemessen.